# Александровка (Кантемирский район)
Алекса́ндровка (рум. Alexandrovca) — село в Кантемирском районе Молдавии. Наряду с сёлами Плопь, Хыртоп и Тараклия входит в состав коммуны Плопь.

## География
Село расположено на высоте 85 метров над уровнем моря.

## Население
По данным переписи населения 2004 года, в селе Александровка проживает 87 человек (37 мужчин, 50 женщин).
Этнический состав села:
| Национальность | Число жителей | Процентный состав |
| -------------- | ------------- | ----------------- |
| молдаване      | 83            | 95.4              |
| украинцы       | 3             | 3.45              |
| болгары        | 1             | 1.15              |
| Всего          | 87            | 100%              |